# 4-Metildifenhidramin
4-Metildifenhidramin je antihistaminik i antiholinergik. On je strukturno analogan sa difenhidraminom.